# گورودیشچه، بخش گورودیشچنسکی، اوبلاست پنزا
شهر گورودیشچه، بخش گورودیشچنسکی، اوبلاست پنزا (به روسی: Городище) در کشور روسیه و در اوبلاست پنزا واقع شده‌است.